# 八方ヶ原

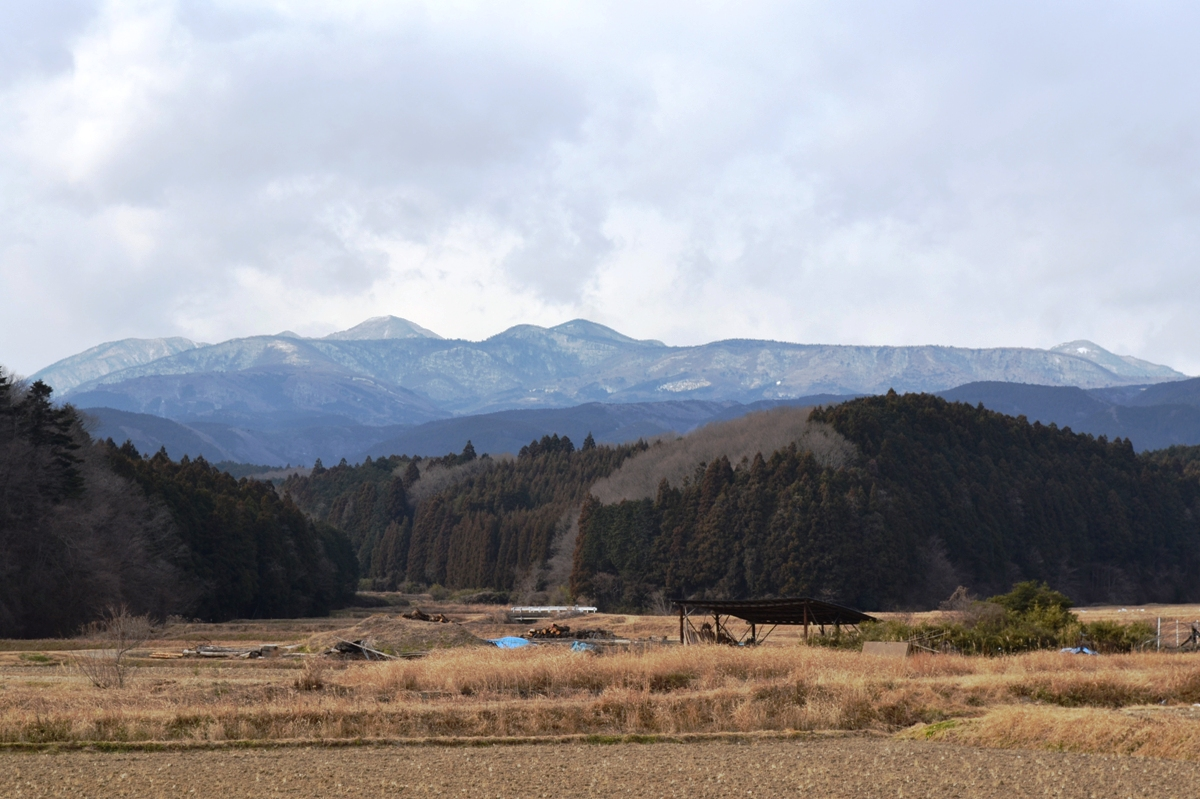
上伊佐野から臨む八方ヶ原

八方ヶ原（はっぽうがはら）とは、栃木県北部にある標高1,000mから1,200mの台地状の高原である。高原山の南東から北東にかけて広がる。

## 概要
八方ヶ原は、栃木県の北部、矢板市北部から那須塩原市南部にかけて広がる高原である。5月、6月頃の20万株のレンゲツツジの群生が見事で有名である。ハイキングの適地として整備され、ハイキングコース、キャンプ場、アクセス道路、駐車場、展望台、売店などが整備され気軽に訪れることが出来る。また、アクセス道路は塩原温泉郷にも通じている。
階段状の台地には下から順に学校平（がっこうだいら）、小間々（こまま）、大間々（おおまま）と名前がつけられている。学校平には牛の放牧地（夏期）、売店レストランを備えた山の駅たかはらがある。大間々には駐車場、展望台が整備され、高原山縦走の登山道の入り口があり、一帯は自然休養林に指定されている。
アクセス道路は昭和30年代から40年代にかけて自衛隊の出動により建設された。

## 周辺の観光ポイント
- 尚仁沢湧水

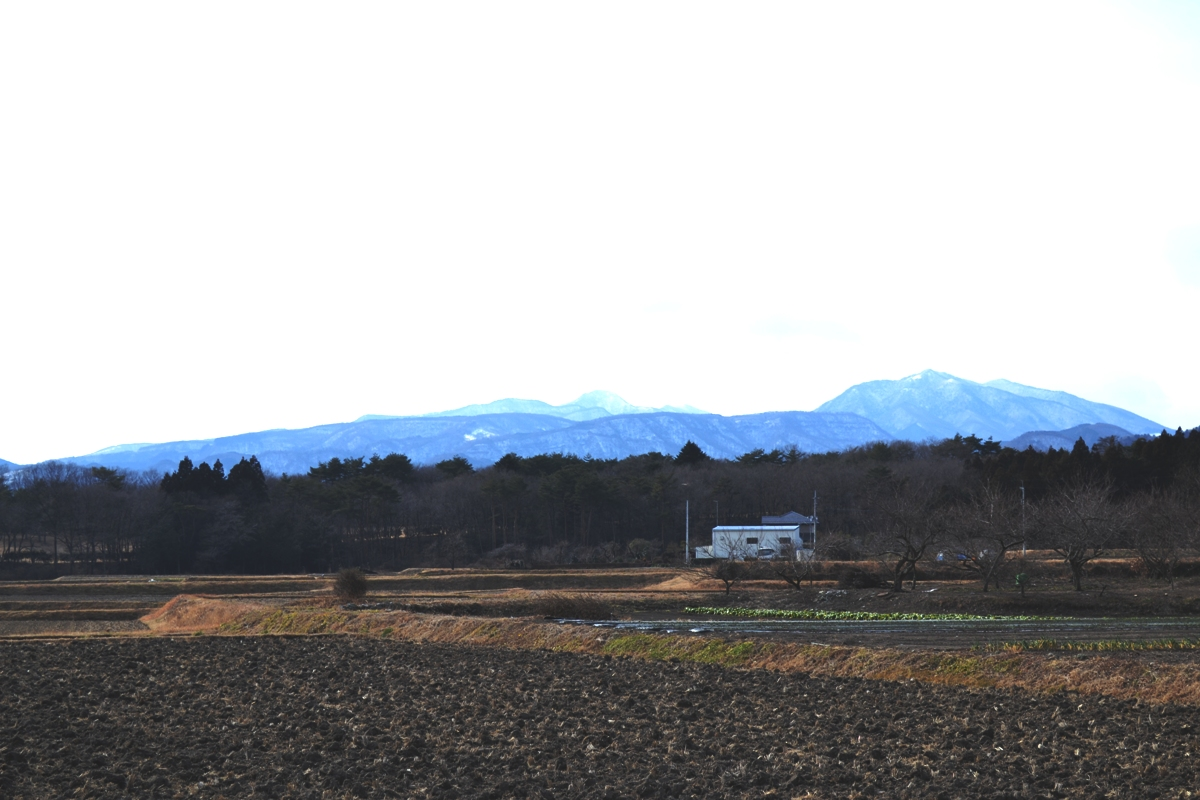
那須塩原市折戸から臨む八方ヶ原

  - 環境省選定名水百選選定され矢板市と塩谷町の境界となる沢。上流の広い広葉樹原生林（水源の森100選）から水を集める。
- 栃木県民の森（森林浴の森100選に選定されている。）
- 赤滝鉱泉
- 小滝鉱泉
- 寺山鉱泉
- 寺山観音
- 金精川 ます釣り
- 住友ミュージアム
  - 尾形光琳、乾山の美術　（参考リンク：）

## 交通
- 公共交通機関はなく、自家用車またはタクシー利用となる。
- JR東日本矢板駅より車で約40分、東北道矢板ICより約45分である。

## 八方ヶ原を舞台とした作品
漫画、頭文字Dのアニメ「Fourth Stage」・ゲームARCADE STAGE・Special Stageにおいて、峠のひとつとして起用されている。